# Отказ в признании и приведении в исполнение иностранного арбитражного решения
Отказ в признании и приведении в исполнение иностранного арбитражного решения — один из возможных результатов рассмотрения судом страны, где испрашивается признание и приведение в исполнение иностранного арбитражного решения, заявления о признании и приведении в исполнении иностранного арбитражного решения.

## Нью-Йоркская Конвенция 1958 года
Международно-правовую основу признания и приведения в исполнение иностранных арбитражных решений составляет принятая 10 июня 1958 года в Нью-Йорке, США, Конвенция Организации Объединённых Наций о признании и приведении в исполнение иностранных арбитражных решений (Нью-Йоркская Конвенция 1958 года), к которой по состоянию на 2013 год присоединилось 149 стран из 193 стран-участниц Организации Объединённых Наций.
Согласно части 1 статьи V Нью-Йоркской Конвенции 1958 года, в признании и приведении в исполнение иностранного арбитражного решения может быть отказано по просьбе той стороны, против которой оно направлено, только если эта сторона представит компетентной власти по месту, где испрашивается признание и приведение в исполнение, доказательства того, что:
- стороны в соглашении о передаче спора в арбитраж были по применимому к ним закону в какой-либо мере недееспособны или это соглашение недействительно по закону, которому стороны это соглашение подчинили, а при отсутствии такого указания — по закону страны, где решение было вынесено;
- сторона, против которой вынесено арбитражное решение, не была должным образом уведомлена о назначении арбитра или об арбитражном разбирательстве или по другим причинам не могла представить свои объяснения;
- указанное арбитражное решение вынесено по спору, не предусмотренному или не подпадающему под условия арбитражного соглашения или арбитражной оговорки в договоре, или содержит постановления по вопросам, выходящим за пределы арбитражного соглашения или арбитражной оговорки в договоре, с тем, однако, что если постановления по вопросам, охватываемым арбитражным соглашением или оговоркой, могут быть отделены от тех, которые не охватываются таким соглашением или оговоркой, то та часть арбитражного решения, которая содержит постановления по вопросам, охватываемым арбитражным соглашением или арбитражной оговоркой в договоре, может быть признана и приведена в исполнение;
- состав арбитражного органа или арбитражный процесс не соответствовали соглашению сторон или, при отсутствии такового, не соответствовали закону той страны, где имел место арбитраж;
- арбитражное решение ещё не стало окончательным для сторон или было отменено или приостановлено исполнением компетентной властью страны, где оно было вынесено, или страны, закон которой применяется.

При этом часть 2 статьи V Нью-Йоркской Конвенции 1958 года устанавливает, что в признании и приведении иностранного арбитражного решения может быть также отказано, если компетентная власть страны, в которой испрашивается признание и приведение в исполнение, найдет, что:
- объект спора не может быть предметом арбитражного разбирательства по законам этой страны;
- признание и приведение в исполнение этого решения противоречат публичному порядку этой страны.

Статья V Нью-Йоркской Конвенции 1958 года содержит исчерпывающий перечень оснований для отказа в признании и приведении в исполнение иностранных арбитражных решений.

## Основания для отказа в признании и приведении в исполнение иностранного арбитражного решения вРоссийской Федерации
Нью-Йоркская конвенция 1958 года в статье V содержит исчерпывающий перечень оснований для отказа в признании и приведении в исполнение иностранных арбитражных решений. Важно, что данная статья не предписывает государственному суду эту норму, а только закрепляет за судом право на такой отказ. Аналогичный механизм в отношении решений международных арбитражей, вынесенных на территории Российской Федерации, содержится в ст.36 Закона о международном коммерческом арбитраже.
Согласно ст. 417 ГПК РФ в признании и исполнении решения иностранного третейского суда (арбитража) может быть отказано:
1) По просьбе стороны, против которой оно направлено, если эта сторона представит компетентному суду, в котором испрашиваются признание и исполнение, доказательство того, что:
- одна из сторон арбитражного соглашения была в какой-либо мере недееспособна или это соглашение недействительно в соответствии с законом, которому стороны его подчинили, а при отсутствии такого доказательства- в соответствии с законом страны, в которой решение было принято;
- сторона, против которой принято решение, не была должным образом уведомлена о назначении арбитра или об арбитражном разбирательстве либо по другим причинам не могла представить доказательства, либо решение принято по спору, не предусмотренному арбитражным соглашением или не подпадающим под его условия, либо содержит постановления по вопросам, выходящим за пределы арбитражного соглашения.
- состав третейского суда или арбитражное разбирательство не соответствовали арбитражному соглашению либо в отсутствие такового не соответствовали закону страны, в которой имел место иностранный третейский суд (арбитраж);
- решение ещё не стало обязательным для сторон, или было отменено, или его исполнение было приостановлено судом страны, в которой или в соответствии с законом которой оно было принято;

2) Eсли суд установит, что спор не может быть предметом арбитражного разбирательства в соответствии с федеральным законом или признание и исполнение этого решения иностранного третейского суда (арбитража) противоречат публичному порядку Российской Федерации.
Приведённые положения ГПК РФ соответствуют положениям Нью-Йоркской Конвенции 1958 г.
Согласно статье 244 АПК РФ, арбитражный суд отказывает в признании и приведении в исполнение решения иностранного суда полностью или в части в случае, если:
1. решение по закону государства, на территории которого оно принято, не вступило в законную силу;
2. сторона, против которой принято решение, не была своевременно и надлежащим образом извещена о времени и месте рассмотрения дела или по другим причинам не могла представить в суд свои объяснения;
3. рассмотрение дела в соответствии с международным договором Российской Федерации или федеральным законом относится к исключительной компетенции суда в Российской Федерации;
4. имеется вступившее в законную силу решение суда в Российской Федерации, принятое по спору между теми же лицами, о том же предмете и по тем же основаниям;
5. на рассмотрении суда в Российской Федерации находится дело по спору между теми же лицами, о том же предмете и по тем же основаниям, производство по которому возбуждено до возбуждения производства по делу в иностранном суде, или суд в Российской Федерации первым принял к своему производству заявление по спору между теми же лицами, о том же предмете и по тем же основаниям;
6. истёк срок давности приведения решения иностранного суда к принудительному исполнению и этот срок не восстановлен арбитражным судом;
7. исполнение решения иностранного суда противоречило бы публичному порядку Российской Федерации.

Арбитражный суд также отказывает в признании и приведении в исполнении иностранного арбитражного решения по основаниям, предусмотренным пунктом 7 части 1 статьи 244 и частью 4 статьи 239 Кодекса для отказа в выдаче исполнительного листа на принудительное исполнение решения международного коммерческого арбитража, если иное не предусмотрено международным договором Российской Федерации.
Таким образом в АПК РФ 2002 года не только не содержатся дополнительные основания отказа в признании и приведении в исполнение иностранных арбитражных решений, не предусмотренных Нью-Йоркской Конвенцией 1958 года, или решений международных арбитражей, вынесенных на территории России, но в нем даже не сделано попытки сформулировать такие основания, а лишь включена отсылочная норма, которой в российское законодательство инкорпорируется ст.5 Конвенции и в которой повторяются основания для отказа в исполнении решения международного коммерческого арбитража (ст.36 Закона о международном коммерческом арбитраже).
Обобщая международный опыт применения ст. V Конвенции и ст. 36 Закона о международном коммерческом арбитраже, можно сделать вывод о том, что основания для отказа в приведении в исполнение решений международных арбитражей, исчерпывающий перечень которых содержится в этих статьях, делятся на 2 группы:
1. основания, на которые государственный суд может ссылаться только по заявлению стороны, возражающей против признания и приведения в исполнение решения международного арбитража (основания, связанные с недостатками арбитражного соглашения и процедуры проведения арбитража); к этим основаниям относятся как проблемы, связанные с оспариванием юрисдикции арбитров (вытекающие из недостатков арбитражного соглашения, в том числе возможной недействительности соглашения и выхода арбитров за пределы своей компетенции), так и проблемы, связанные с нарушением процедуры проведения арбитражного разбирательства;
2. основания, на которые суд может ссылаться по собственной инициативе (основания связанные с проблемами арбитрабильности и публичного порядка).

Отказ в приведении в исполнение решения международного арбитража со ссылкой на нарушение публичного порядка в соответствии с Нью-Йоркской Конвенцией и Законом о международном коммерческом арбитраже возможен, только если последствия такого исполнения (но не само арбитражное решение) будут несовместимы с основными началами правопорядка государства, на чьей территории испрашивается исполнение. Таким образом, ссылка на публичный порядок может делаться лишь в исключительных случаях, и, даже изучая вопрос о применении нормы Конвенции о публичном порядке, государственный суд не вправе пересматривать арбитражное решение по существу.

## Основания для отказа в признании и приведении в исполнение иностранного арбитражного решения вГермании
Часть 1 § 1061 ГПУ Германии устанавливает, что порядок признания и исполнения иностранных арбитражных решений определяется в соответствии с Нью-Йоркской Конвенцией 1958 года, а также иными международными договорами о признании и исполнении иностранных арбитражных решений.
Заявление о признании и приведении в исполнение иностранного арбитражного решения подается в Высший суд земли по месту нахождения (жительства) ответчика или месту его преимущественного пребывания или месту нахождения его имущества или предмета, связанного с требованиями искового заявления, а в отсутствие данных привязок — судебной палатой Берлина (часть 2 § 1062 ГПУ Германии). К заявлению о признании и приведении в исполнение прилагается арбитражное решение или его заверенная копия. Заверение копии может быть осуществлено также адвокатом, допущенным к участию в судебных процессах (часть 1 § 1064 ГПУ Германии).
Согласно § 1063 ГПУ Германии суд разрешает вопрос о признании и приведении в исполнение иностранных арбитражных решений путём вынесения определения с предоставлением ответчику возможности представления объяснений. Судебное заседание проводится лишь в тех случаях, когда подано заявление об отмене арбитражного решения или в качестве основания к отказу рассматриваются обстоятельства, указанные в части 2 § 1059 ГПУ Германии (части 2 ст. V Нью-Йоркской конвенции 1958 года). Определение о признании и приведении в исполнение иностранного арбитражного решения может быть приведено к немедленному исполнению (часть 2 § 1064 ГПУ Германии). Данное определение может быть обжаловано в Федеральный Верховный Суд Германии (§ 1065 ГПУ Германии). Обжалование допускается лишь в тех случаях, когда поставленные вопросы носят принципиальный характер или служат обеспечению единой судебной практики, в особенности если речь идет о нарушении процессуальных принципов или требований публичного порядка.
Основания для отказа в признании и приведении в исполнение иностранного арбитражного решения делятся на две группы: разрешаемые по инициативе сторон и разрешаемые по инициативе суда.

### Недееспособность стороны арбитражного соглашения
Общие условия дееспособности сторон арбитражного соглашения урегулированы в ГГУ Германии. Отдельную группу представляют дела, в которых сторона является дееспособной, но не обладает правом на обращение с заявлением о приведении в исполнение арбитражного решения. Истец, уступивший третьему лицу своё материально-правовое требование, удовлетворённое впоследствии арбитражным решением, не вправе обращаться с заявлением о приведении его в исполнение.

### Недействительность арбитражного соглашения
В признании и приведении в исполнение иностранного арбитражного решения также будет отказано, если оно было вынесено в отсутствие действительного арбитражного соглашения. Такое арбитражное решение нарушает требования немецкого публичного порядка. По одному из решений иностранного арбитража возражения ответчика сводились к тому, что сторонами не была соблюдена форма арбитражного соглашения. Суд отверг эти возражения, указав в своём определении на то, что для соблюдения письменной формы арбитражного соглашения по смыслу части 2 ст. II Нью-Йоркской Конвенции 1958 года признается допустимым обмен письмами, которые хотя прямо и не содержали арбитражную оговорку, но в которых стороны ссылались на документ, предусматривающий таковую. Из писем ответчика следовало, что в его стремления входило разрешение споров с истцом именно посредством арбитража. Даже во время арбитражного разбирательства ответчик не заявлял возражений против рассмотрения дела арбитражем.

### Отсутствие у стороны возможности представить свои объяснения по вопросам назначения состава арбитража или арбитражного разбирательства
Данные основания для отказа в признании и приведении в исполнение арбитражного решения чаще всего включаются судами Германии в процессуальную составляющую требований публичного порядка. Так, по спору между российской и германской фирмами МКАС при ТПП РФ было вынесено решение о взыскании с германской фирмы денежной суммы по причине неисполнения обязательств по договору поставки товаров. В признании и приведении в исполнение данного решения российской фирме было отказано в связи с тем, что ответчик не был надлежащим образом уведомлен об арбитражной процедуре. Суд указал, что ответчик представил неоспоримые доказательства того, что он не был уведомлен об арбитражной процедуре, ему не были вручены ни копия искового заявления, ни распоряжения, ни окончательное решение российского арбитража. В своём решении арбитраж сам указал на то, что при рассмотрении дела ответчик отсутствовал. В материалах дела также отсутствует подтверждение вручения извещений ответчику. Характер данных процессуальных ошибок позволил германскому суду удовлетворить возражение германского ответчика против приведения в исполнение решения МКАС при ТПП РФ.

### Выход арбитражным судом за пределы арбитражного соглашения
Признание и приведение в исполнение иностранного арбитражного решения возможно только в тех пределах, которые были обозначены в арбитражном решении. Приведение в исполнение в целях взыскания процентов по основному долгу возможно, только если их уплата была предусмотрена арбитражным решением.

### Нарушение порядка образования арбитража или арбитражной процедуры
По одному из решений иностранного арбитража возражения ответчика сводились к тому, что дело было рассмотрено арбитражем без проведения устного судебного заседания. Германский суд указал в своём определении, что разрешение спора иностранным арбитражем без проведения судебного заседания соответствует положениям регламента данного иностранного арбитража, допускающим такую возможность по усмотрению суда и в отсутствие иного соглашения сторон.

### Необязательность или отмена арбитражного решения
Федеральный Верховный Суд Германии в своих актах неоднократно указывал, что решение третейского суда рассматривается в качестве обязательного, если оно не может быть больше оспорено ни в третейском, ни в государственном суде по месту его вынесения. В приведении в исполнение иностранного арбитражного решения будет отказано, если к моменту обращения с заявлением оно было отменено компетентным государственным судом по месту его вынесения. Если арбитражное решение, исполнение которого было разрешено на территории Германии, будет отменено в государстве по месту его вынесения, то заинтересованная сторона может обратиться с ходатайством об отмене разрешения на исполнение данного решения в Германии(часть 3 § 1061 ГПУ Германии).

### Нарушение правил арбитрабельности споров
Согласно части 1 § 1061 ПУ Германии, пункта «а» части 2 статьи V Нью-Йоркской Конвенции 1958 года, германский суд при проверке рассматриваемого требования будет проверять соблюдение положений § 1030 ГПУ Германии. Данный параграф расширил круг споров, которые могут быть предметом третейского разбирательства. Прежде всего, это касается имущественных споров, которые включены в данный круг без исключения. Помимо повышения привлекательности Германии в качестве места рассмотрения споров и исполнения арбитражных решений основная цель данной новеллы заключалась в возложении на стороны арбитражного соглашения риска отказа в признании и исполнении арбитражного решения за рубежом.

### Нарушениепубличного порядка
Помимо нарушения основополагающих принципов германского права иностранное арбитражное решение должно нарушать также нормы права государства по месту его вынесения. В отношении иностранных арбитражных решений необходимо принимать во внимание то обстоятельство, что за рубежом арбитры выносят решения в условиях другой правовой культуры, которая предъявляет к обоснованию решений такие требования, которые являются обычными в их процессуальной системе. По одному из решений МКАС при ТПП РФ истец обратился в германский суд для его признания и приведения в исполнение. В возражении на данное заявление ответчик указал, что основания для отмены арбитражного решения — согласно части 2 § 1059 ГПУ Германии, а именно отсутствие возможности представить свои объяснения и недействительность арбитражного соглашения. Суд в своём определении указал, что право на представление объяснений, будучи одним из основополагающих принципов гражданского процесса, является составной частью публичного порядка и подлежит обязательной проверке судом. В такой ситуации согласно части 2 § 1063 ГПУ Германии суд выносит своё определение по итогам судебного заседания. Заявитель не явился на данное судебное заседание, на котором он мог бы сделать свои предметные заявления по оспариваемым обстоятельствам. Данные заявления, которые находятся в сфере усмотрения заявителя, являются обязательными для суда. В их отсутствие у суда нет процессуальных оснований для вынесения определения о признании и приведении в исполнение иностранного арбитражного решения. В таких условиях вопрос о наличии оснований к отказу в признании и приведении в исполнение, предусмотренных в статье V Нью-Йоркской Конвенции 1958 года (часть 1 § 1061 ГПУ), не рассматривается.

## Основания для отказа в признании и приведении в исполнение иностранного арбитражного решения воФранции
Помимо статьи V Нью-Йоркской Конвенции 1958 года во Франции источником является Новый Гражданский Процессуальный Кодекс Франции 2011 года.
Отличительной чертой является то, что французское право никогда не предъявляло условия наличия взаимности со стороны государства вынесения решения. В результате реформы 1980—1981 гг. национальное регулирование признания и исполнения иностранных судебных решений стало наиболее благоприятным по сравнению с правилами Нью-Йоркской Конвенции. Кассационный суд Франции указал: «роль суда ограничена проверкой оснований [к отмене арбитражного решения либо к отказу в выдаче экзекватуры], предусмотренными [ст. 1502—1504] нормами».
Основания для отказа в приведении в исполнение арбитражных решений предусмотрены в Новом Гражданском Процессуальном Кодексе Франции 2011 года, среди которых:
- решение вынесено без учёта арбитражного соглашения или основываясь на том, что арбитражное соглашение утратило силу или, что оно недействительно. В вопросе о существовании и действительности арбитражного соглашения ключевым является подтверждение принципа его автономии по отношению к основному договору. Утверждение о том, что основной договор не был заключен, недействителен, расторгнут либо что возникшие из него обстоятельства стали предметом новации, не влечёт недействительности самого арбитражного соглашения[16];
- состав арбитража был составлен незаконным образом или единоличный арбитр был определен незаконным образом;
- арбитраж вынес решение по спору, не предусмотренному или не подпадающему под условия арбитражного соглашения или арбитражной оговорки;
- не был соблюден принцип состязательности. Применяя данный принцип, Апелляционный суда Парижа в деле Юзинэкспортимпорт отверг ссылку стороны на нарушение принципа состязательности. В данном деле сторона основывалась на том обстоятельстве, что арбитры принимали во внимание документы, переданные другой стороне непосредственно во время арбитражных слушаний в день заседаний. Суд указал, что сторона, указавшая на такое нарушение, «знала об этих документах и имела возможность, от которой она по своей собственной воле отказалась представить собственные возражения либо попросить у арбитража предоставления для этих целей соответствующего срока»[17];
- признание и приведение в исполнение арбитражного решения противоречит международному публичному порядку.

Как указывал Поль Лагард в области признания иностранных решений правило общего характера было четко сформулировано решением Кассационного суда по делу Ривьера от 17 апреля 1953 г. Во французском праве принято различать внутренний публичный порядок и публичный порядок в смысле международного частного права (несмотря на то, что в обоих в качестве источника выступает внутреннее право). Оба направлены на поддержание «взаимодействия и эффективности государственного общества». Значение, однако, различны: международный публичный порядок «действие правил и решений, утверждённых иностранной властью».
При этом суды Франции не принимают во внимание ни факт возбуждения производства по заявлению об отмене арбитражного в стране его вынесения (речь идет о предусмотренной в статье VI Нью-Йоркской Конвенции 1958 года возможности отложения разрешения вопроса о приведении в исполнение арбитражного решения), ни его отмену в данной стране.